# Ângela Rabelo
Maria Ângela Rabello Duarte Silveira (Rio de Janeiro, 7 de outubro de 1950 – Rio de Janeiro, 29 de novembro de 2023) foi uma atriz brasileira. Artista de fortes raízes nos palcos, Rabelo formou-se em teatro pela UNIRIO, onde iniciou sua carreira ao frequentar importantes grupos teatrais. Mais tarde, tornou-se conhecida por suas atuações na televisão, especialmente em telenovelas como O Cravo e a Rosa (2000), Amor à Vida (2013) e Amor de Mãe (2020).

## Carreira
Desde cedo, interessou-se pela atuação. Nascida no Rio de Janeiro, filha do Sr. Rabello e de Maria Amélia Baptista Rabello, ainda na década de 1970 começou a estudar Teoria do Teatro na tradicional Universidade Federal do Estado do Rio de Janeiro (UNIRIO). Em 1976, aos 25 anos, iniciou sua carreira profissional de atriz no teatro com a peça As Bruxas: A Santa Inquisição.
Ângela Rabelo tem uma carreira artística rica e diversificada, que se estende de 1976 a 2023, com um total de 43 obras em seu portfólio. Após sua estreia no teatro, seguiu sua atuação em A Bruxinha Que Era Boa em 1978. Em 1979, ela fez sua estreia na televisão, com uma pequena figuração em Sítio do Picapau Amarelo na TV Globo, e, durante os anos seguintes, integrou os espetáculos dos grupos Pessoal do Cabaré e Pessoal do Despertar.
A partir de 1980, Ângela continuou a atuar em televisão e teatro, aparecendo em programas como Fantástico e na peça O Beijo da Louca. Ao longo da década de 1980, ela também se destacou em comerciais, como o de Pastilhas Vick e a Faca Corte Laser Mundial, além de participar de novelas em participações especiais em Partido Alto (1984) e Cambalacho (1986). Em 1989, fez parte uma aparição em um episódio da novela Bebê a Bordo. Entre 1989 a 2004, morou em Madri, tendo atuado no espetáculo Perigosas Peruas, do qual assinou o roteiro e a direção, com a atriz Rosa Douat.
Nos anos 1990, Ângela continuou sua carreira no teatro com produções como Cinderela, A Sereiazinha e Salamê Minguê. Em 1996, além de atuar em O Mercador de Veneza, também dirigiu e produziu Raio X. No final da década, foi a Dona Xepa na famosa peça Dona Xepa, além de adaptar e produzir o espetáculo. A partir dos anos 2000, sua presença na televisão se intensificou, com papéis em novelas como O Cravo e a Rosa (2000)  e Mulheres Apaixonadas (2003), além de estar no elenco da Escolinha do Professor Raimundo. Ela continuou a atuar em produções televisivas em sua volta ao Brasil, como Da Cor do Pecado (2004), Floribella (2005) e A Favorita (2008). Na década seguinte, Ângela se destacou nos seriados Dilemas de Irene (2010), Como Aproveitar o Fim do Mundo (2012) e Malhação: Intensa como a Vida (2013).
Nos anos mais recentes, Ângela Rabelo participou de sucessos da TV Globo como Sangue Bom (2013), Amor à Vida (2013), Sob Pressão (2017) e Amor de Mãe (2020). Ela também fez aparições em produções de streaming, como Diário de Um Confinado e continuou a atuar em participações especiais em novelas, incluindo Nos Tempos do Imperador (2021) e Um Lugar ao Sol (2021). Em 2023, sua carreira se expandiu para o cinema, gravando com papéis em Atiraram no Pianista, Abraço de Mãe e A Vilã das Nove, lançados postumamente.

## Vida pessoal
Em 1973 casou-se com  Carlos Eduardo Duarte Silveira, ficando viúva em 1980. Do seu relacionamento teve três filhas, dentre elas a também atriz Stella Rabello. Também era tia da atriz Júlia Rabello.

## Morte
Faleceu na cidade do Rio de Janeiro, em 29 de novembro de 2023, em decorrência de um câncer no fígado.

## Filmografia

### Televisão
| Ano  | Título                                       | Personagem                    | Notas                               |
| ---- | -------------------------------------------- | ----------------------------- | ----------------------------------- |
| 1984 | Partido Alto                                 | Déia                          |                                     |
| 1986 | Cambalacho                                   | Samira                        |                                     |
| 1988 | Bebê a Bordo                                 | Mulher que briga na delegacia | [ 5 ]                               |
| 2000 | O Cravo e a Rosa                             | Primeira Dama Olga Sabrina    |                                     |
| 2001 | Escolinha do Professor Raimundo              | Vera Boiola                   |                                     |
| 2003 | Mulheres Apaixonadas                         | Vizinha de Raquel             | Participação Especial               |
| 2004 | Da Cor do Pecado                             | Cliente do Pai Helinho        | Participação Especial               |
| 2005 | Floribella                                   | Diretora do Colégio           | Participação Especial               |
| 2008 | A Favorita                                   | Dona da pensão                | Participação Especial               |
| 2009 | Dilemas de Irene                             | Dona Jana                     | Episódio: "Paranóia ou Intuição?!?" |
| 2012 | Como Aproveitar o Fim do Mundo               | Elza                          |                                     |
| 2013 | Malhação                                     | Bertha                        |                                     |
| 2013 | Sangue Bom                                   | Dona Gilda                    |                                     |
| 2013 | Amor à Vida                                  | Eudóxia Carvalho              |                                     |
| 2017 | Sob Pressão                                  | Dona Dercília                 |                                     |
| 2017 | Ernesto, o Exterminador de Seres Monstruosos | Dona Bernadete                | Episódio: "Espírito Burlão"         |
| 2019 | Amor de Mãe                                  | Dona Mariluz Novales          |                                     |
| 2020 | Diário de Um Confinado                       | Dona Carmem                   | Episódio: "Reunião de Condomínio"   |
| 2021 | Nos Tempos do Imperador                      | Madame Magaly                 |                                     |
| 2021 | Um Lugar ao Sol                              | Tia Aurora                    |                                     |

### Cinema
| Ano  | Título               | Personagem       | Notas              |
| ---- | -------------------- | ---------------- | ------------------ |
| 2010 | O Bolo               | Dona Sura        | Curta-metragem     |
| 2023 | Atiraram no Pianista | Suzana de Moraes |                    |
| 2024 | Abraço de Mãe        | Drika            | Lançamento póstumo |
| 2024 | Vilã das Nove        | Raquel           | Lançamento póstumo |

## Teatro
- 1976 - As Bruxas: A Santa Inquisição
- 1978 - A Bruxinha Que Era Boa
- 1981 - O Beijo da Louca
- 1983 - Will
- 1989/1991 - Perigosas Peruas
- 1990 - Cinderela
- 1991 - A Sereiazinha
- 1993 - Salamê Minguê
- 1996 - O Mercador de Veneza]]
- 1996 - Raio X
- 1998/1999 - Dona Xepa
- 2004 - Tistu: O Menino do Dedo Verde
- 2008 - Cachorro!
- 2010 - A Senhora dos Afogados